# Digitální měna centrální banky
Termínem „digitální měna centrální banky“ (CBDC, též digitální fiat měna nebo digitální základní peníze) se označují digitální peníze emitované centrální bankou, jejichž hodnota je rovna hodnotě měny daného státu a mají v tomto státě status zákonného platidla.
Česká národní banka, na svých stránkách zveřejňuje o CBDC informace a studie. ČNB o CBDC říká:
Digitální peníze centrálních bank lze obecně definovat jako digitální peníze, které jsou přímou pohledávkou jejich držitele vůči centrální bance. Jsou přitom denominovány v zúčtovací jednotce daného státu (např. v ČR by tak šlo o českou korunu). CBDC tedy přestavují novou, digitální formu peněz emitovaných centrální bankou a stejně jako současné hotovostní peníze je lze využít jako prostředek směny (k placení) i jako uchovatele hodnoty (ke spoření).
CBDC tak ve své podstatě rozšiřují přístup k bezhotovostním penězům centrálních bank. Ten mají nyní v zásadě jen obchodní banky, a to v podobě peněz na účtech u centrální banky. V případě emise tzv. retailové (neboli univerzální) CBDC  by jej získaly i další subjekty (např. občané a firmy).
Současný koncept CBDC byl přímo inspirován bitcoinem, ale CBDC se liší od virtuální měny a kryptoměny, které nejsou vydané státem a chybí jim status zákonného platidla vyhlášeného vládou. Implementace CBDC pravděpodobně nepoužije žádný druh distribuované účetní knihy, jako je blockchain.
CBDC povětšinou zůstávají ve fázi hypotéz, existuje pár programů ve fázi proof-of-concept; více než 80 % centrálních bank se však digitálními měnami zabývá. Čínská digitální RMB (Digital renminbi) byla první digitální měnou vydanou hlavní ekonomikou. Dne 27. září 2021 Tádžikistán, autoritářský stát od roku 1994, oznámil vytvoření CBDC ve spolupráci s nadací Fantom Foundation za využití jejich technologie Lachesis Consensus aBFT.
Nigérie zavedla 25. října 2021 digitální měnu eNaira  pod heslem: „Stejná Naira, více možností“. Jde o první měnu tohoto typu v Africe.

## Historie
Centrální banky již dříve vydávaly elektronické peníze – například finská karta s uloženou hodnotou elektronických peněz Avant z devadesátých letech.
Současný koncept „digitální měny centrální banky“ mohl být částečně inspirován bitcoinem a podobnými kryptoměnami založenými na blockchainu. Jde zároveň o známý koncept z oblasti ekonomiky, kdy centrální banka umožňuje občanům, aby si u ní vedli účty, a poskytuje jim spolehlivé a zabezpečené médium pro veřejné úspory nebo platby („maloobchod“ nebo „CBDC pro obecné účely“).
Banka pro mezinárodní vypořádání (BIS) zveřejnila v prosinci 2020 zprávu se seznamem tehdejších známých velkoobchodních a maloobchodních projektů CBDC. Do dubna 2021 bude „na celém světě nejméně 80 centrálních bank, které se zabývají digitální měnou“.[zdroj?] Další průzkum BIS[který?] z roku 2020 zjistil, že 86 % centrálních bank zkoumalo výhody a nevýhody zavádění CBDC, ačkoli pouze 14 % bylo v pokročilých fázích vývoje (jako jsou pilotní projekty).[zdroj?]
ECB/Eurozóna se v říjnu 2023, po uplynutí dvouleté studijní fáze, rozhodly postoupit do přípravné fáze pro potenciální emisi digitálního eura.
V lednu 2025 americký prezident Donald Trump zakázal vývoj CBDC a podpořil rozvoj možností používání svobodných kryptoměn na americkém trhu.

## Kritika
Digitální měnu lze limitovat časově, zavést úroky či určovat, za co má být utracena, což omezuje svobodu nakládání s měnou. Může tak sloužit k různým politikám. Evropská digitální měna by jistou míru omezení obsahovala.